# Faròidies
Pharoideae és una subfamília de poàcies. Vien a l'ombra en els boscos tropicals i temperats càlids.

## Tribu
- Phareae Stapf

## Gèneres
Segons NCBI Taxonomy Browser:
- Leptaspis
- Pharus